# 清水町 (北海道)
清水町（日语：／ Shimizu chō */?）位於北海道十勝綜合振興局西部。當地以農業和酪農業為主，日本甜菜製糖在此設有工廠。名稱來自阿伊努語「peker-pet」，意思為明亮清澈的河川。

## 人口
| 清水町 (北海道)人口分布圖 |                                                        |  |
| 清水町 (北海道)與日本全國年齡別人口分布比較圖 （2005年資料） | 清水町 (北海道)的年齡、男女別人口分布圖 （2005年資料） |  |
| ■紫色是清水町 (北海道) ■綠色是全国 | ■藍色是男性 ■紅色是女性                                |  |
| 清水町 (北海道)人口變化 \| 1970年 \| 16,162人 \| \| \| 1975年 \| 14,026人 \| \| \| 1980年 \| 13,352人 \| \| \| 1985年 \| 13,281人 \| \| \| 1990年 \| 12,033人 \| \| \| 1995年 \| 11,325人 \| \| \| 2000年 \| 10,988人 \| \| \| 2005年 \| 10,464人 \| \| \| 2010年 \| 9,967人 \| \| \| 2015年 \| 9,599人 \| \| \| 2020年 \| 9,094人 \| \| |                                                        |  |
| 資料來源：日本總務省統計中心提供之人口普查數據 |                                                        |  |
| 1970年 | 16,162人                                               |  |
| 1975年 | 14,026人                                               |  |
| 1980年 | 13,352人                                               |  |
| 1985年 | 13,281人                                               |  |
| 1990年 | 12,033人                                               |  |
| 1995年 | 11,325人                                               |  |
| 2000年 | 10,988人                                               |  |
| 2005年 | 10,464人                                               |  |
| 2010年 | 9,967人                                                |  |
| 2015年 | 9,599人                                                |  |
| 2020年 | 9,094人                                                |  |

## 歷史
- 1900年：設置芽室外6村戶長役場（現在的芽室町）。
- 1903年：人舞村外一村戶長役場由芽室外6村戶長役場分割獨立設置。[4]
- 1915年4月1日：成為二級村，同時分割部分區域給屈足村（現在的新得町）。[5]
- 1921年：御影村由芽室村分割獨立設置。
- 1923年4月1日：成為北海道一級村
- 1927年9月25日：人舞村改名為清水村。
- 1936年1月1日：改制為清水町。
- 1956年9月30日：河西郡御影村併入清水町。
- 1958年4月1日：上芽室地區共106戶被併入芽室町。

## 交通

### 機場
- 帶廣機場（位於帶廣市）

### 鐵路
- 北海道旅客鐵道
  - 根室本線 ：十勝清水車站 - 羽帶車站 - 御影車站

### 道路
高速道路
- 道東自動車道：十勝清水交流道

一般國道
- 國道38號
- 國道274號

主要地方道
- 北海道道55號清水大樹線
- 北海道道75號帶廣新得線
- 北海道道133號音更新得線

道道
- 北海道道239號熊牛音更線
- 北海道道718號忠別清水線
- 北海道道734號熊牛御影線
- 北海道道859號旭山線
- 北海道道973號北清水清水線

## 觀光景點
- 日勝峰
- 清水中央公園和聲廣場

## 教育
高等學校
- 道立北海道清水高等學校

中學校
- 清水町立清水中學校
- 清水町立御影中學校

小學校
- 清水町立清水小學校
- 清水町立御影小學校

## 姊妹、友好都市

### 日本
- 清水町（靜岡縣）
- 清水町（福井縣，現已被併入福井市）
- 清水町（和歌山縣，現已被併入有田川町）

## 本地出身的名人
- 沖美穗：職業自行車競速選手。